# Контактные языки на португальской основе
Контактные языки на португальской основе — пиджины, креольские, смешанные и упрощённые языки, возникшие в разных частях света на основе португальского языка в качестве основного лексификатора. В основном такие языки начали возникать с XVI века.

## Классификация
Африка
- Верхнегвинейский кластер (Upper Guinea Creole)
  - кабо-вердианский (креольский) язык (кабувердьяну, криолу; Kabuverdianu) — Кабо-Верде; 926 тыс.
  - гвинейский креольский язык (КЯ Гвинеи-Бисау, криол; Kriol, Kiriol; crioulo da Guiné, Guinea-Bissau Creole) — Гвинея-Бисау, Сенегал, 160 тыс. (Я1), 600 тыс. (Я2)
- Нижнегвинейский (португало-)креольский язык (Гвинейского залива; Gulf of Guinea); включает наречия:
  - анголар (Angolar, Ngola, N’góla) — о. Сан-Томе; 9 тыс.
  - аннобонское наречие (фа-дамбо; Annobonese, Fá d’Ambô) — Экваториальная Гвинея (о. Аннобон), 2,5 тыс. чел.
  - принсипийское наречие (Principense, Lunguyê) — о. Принсипи; ок. 4500 чел.
  - форру (сан-томийское наречие; Forro, Sãotomense) — о. Сан-Томе; 130 тыс.
- ангольско-португальский пиджин (Pequeno Português, Simple Portuguese) — пиджин среди африканцев в Анголе
- мозамбикско-португальский пиджин — пиджин среди африканцев в Мозамбике

Индия
- Индо-португальский креольский язык (Indo-Portuguese Creole) — язык индо-португальских метисов-христиан в бывших португальских колониях по берегам Индии
  - нортейро (Norteiro) — северное наречие
    - даманский диалект (Daman Indo-Portuguese, Língua da Casa) — в Дамане, около 2 тысяч
    - диу диалект (Diu Indo-Portuguese; língua dos velhos) — в Диу, несколько сот человек
    - кристи (Kristi, Korlai Creole Portuguese, Korlai Portuguese, No Ling) — в деревне Корлаи (штат Махараштра)

  - керальское наречие
    - вайпимский диалект — о. Вайпим у берегов Кералы

  - коромандельское наречие — до XIX в.
  - бенгальско-португальское наречие — до нач. XX в.
- шри-ланкийский португало-креольский язык (Sri Lanka Indo-Portuguese, Ceylonese Portuguese Creole, Sri Lanka Portuguese Creole) — бюргеры и кафиры Шри-Ланки, около 3,5 тысяч
- кшерденский (вымерший), последний носитель языка скончался в 2017 году

Китай (Sino-Portuguese Creoles)
- макаэнсе (аомыньский португало-креольский язык; Macaense, Macaista Chapado, Patuá Macanese, Macau Creole) — несколько сотен в Аомыне и диаспоре

Малайский архипелаг
- малайско-португальский креольский язык (Malayo-Portuguese Creole)
  - малаккское наречие (папиа-кристанг; Papiá Kristang, Cristão, Português de Malaca, Malaccan Creole Portuguese) — Малакка и Сингапур, 5,5 тыс., единственно сохранившееся сейчас
  - мардейкское наречие (Mardijker) — мардейки (потомки индийских рабов) в Джакарте до XIX века
  - папиа-тугу (тугу; Papiá Tugu) — деревня Тугу к северу от Джакарты, потомки португальских путешественников XVII века, вымерло в 1978 году
  - тернатское наречие (тернатеньо, португис; Portugis, Ternateño) — Молуккские острова (Амбон и Тернате) и север Сулавеси, вымер к 1950-м годам
  - тиморское наречие (бидау; Timor Pidgin, Bidau Creole Portuguese, Timor Creole Portuguese) — Восточный Тимор (район Бидау) до 1960-х годов

Индокитай
Несколько давно вымерших креольских языков:
- тайско-португальский креольский язык — Таиланд (KudeeJeen и Conception)
- бирманско-португальский креольский язык — Мьянма (Bayingy)

Америка
В Америке португальский послужил одним из основных источников лексики (наряду с испанским) для папьяменто, и внёс заметный вклад в формирование сарамакканского языка.
Кроме того, португальский является источником грамматической структуры смешанного языка (антикреола) кафундо, который используют в качестве секретного языка 12 человек в деревне Кафундо в бразильском штате Сан-Паулу. Лексификатором для этого языка послужили языки банту, в первую очередь умбунду (Ангола).